# ストーンヘンジ (エースコンバットシリーズ)
ストーンヘンジ（英：Stonehenge）は、ナムコ（後のバンダイナムコゲームス→バンダイナムコエンターテインメント）のPlayStation 2用フライトシューティングゲーム『ACE COMBAT 04 shattered skies』、同PlayStation 3用『ACE COMBAT INFINITY』、同PlayStation 4/Xbox One/Steam用『ACE COMBAT 7 SKIES UNKNOWN』に登場する架空の兵器。

## 概要
初出はストレンジリアル世界を舞台とした『エースコンバット04』に登場した施設である。本来は地球に飛来する小惑星ユリシーズの破片を破砕するために開発された砲台群だったが、大陸戦争の勃発に際してエルジア軍によって占領され、対空砲として運用されたことでISAF航空部隊を撃滅しエルジア軍の進撃を支えた。ISAFの反攻によってストーンヘンジの各砲台は破壊されたものの、大陸戦争前に落着したユリシーズの破片で稼働停止し、攻撃を免れていた砲台の一基が『エースコンバット7』に登場し、オーシア軍の切り札として運用される。
現実世界とストレンジリアル世界を融合した世界観の『エースコンバット インフィニティ』にも登場し、木星軌道上の小惑星ユリシーズに小惑星ポリュペモスが衝突したことで発生した破片を迎撃するため、世界各地の6ヶ所に建造された。そのうちトルコに存在するタイプ3がユージア軍によって占領され、国連軍に向けて使用される。
どちらの世界観でも、将来の地球落下が予測される小惑星の破片を砕くことを目的とした超巨大地対空レールガン群である点で共通しており、外観も似通っている。

## ストレンジリアル

### 開発経緯

#### ユリシーズの飛来
1994年10月に発見された直径約1マイル（約1.6km）の小惑星「1994XF04ユリシーズ」は国際天文学連合（IAU）の調査により数年内に地球へ接近し、最悪の場合、地球に衝突し深刻な被害が出る可能性があった。12月にIAUはユリシーズの軌道を追跡調査する必要を中央ユージア連合（FCU）政府に指摘し、IAU主導で近隣各国の天文学、天文物理学、地質学の学者で構成される特別チームを発足し調査を開始した。1996年、調査により地球への衝突が確定するに至った。1999年7月3日午後3時30分に核爆弾200万個分相当の衝突規模を持つ大量の破片がユージア大陸を中心に降り注ぐと計算され、誤差を差し引いても核の冬が到来することが予測された。FCU政府は国家保全の最重要課題と判断し、政治的・文化的配慮に鑑みて軌道確定の公表を抑制し、航空宇宙学会と連携し衝突回避策を模索した。その結果、同盟国との連携が不可分と判断され、発表に踏み切った。1996年4月20日、FCU大統領が地球衝突の確定情報の公表とともに、地下シェルターの整備などと併せて、隕石の迎撃などあらゆる手段を講じることを表明した。同日、中央ユージア条約機構（UTO）緊急外相理事会の席上で、FCUのステートソン国務長官は国家ミサイル防衛（NMD）による隕石の迎撃を同盟国に説明した。一部の同盟国からは軍拡に繋がるとして慎重論を唱えたが、最終的には構想受け入れに柔軟な姿勢を示した。この時点では具体的な方法については公表されなかったものの、これは後に巨大な迎撃砲によるスペースガード構想「STN（Spaceguard Turret Network）計画」として結実した。
同年春、以前からFCUとの協議を続けていた航空宇宙学会の選定により、大陸中央に位置する中立国サンサルバシオンのハッティーズ砂漠に迎撃砲が建設されることが決定した。科学的な根拠に基づいた決定ではあったが、その選定には政治的理由も含まれていた。サンサルバシオンは交通の要所であり古くから戦争に巻き込まれた地域であったが、幾度もの戦争を経てこれ以上の流血を嫌った周辺諸国によって永世中立国として独立させられた経緯を持つ。永世中立国という特徴から国際紛争の調停の場にもなる場所となり、ストーンヘンジの建設にあたり各国の同意を得られる場所はサンサルバシオンしかなかった。一方でサンサルバシオンは東西対立の中心に位置する国家で、戦争に巻き込まれてきた歴史的背景などを考慮していないとの声もあり、地元住民1万5000人による抗議活動が行われた。また、極めて強力な迎撃砲や警備に当たる駐留部隊の存在が、隣接するエルジア共和国を刺激するとの懸念もあったが、世界的な危機を前にこれらの問題は棚上げされ、迎撃砲の建設は当初の予定通り進められることとなった。

#### ユリシーズ破砕計画
開発のために、元ベルカ空軍のエースパイロットでエルジア在住のユージア工科大学物理工学博士ダビド・ハートマンなど、多彩な人材が国籍を問わず大陸内外から集められた。これは計画実現に高度な技術が必要だったこともあるが、それ以上に兵器的な特性を持つこの施設の開発には関係国に対する細心の注意が必要であったということが大きい。そのため、開発運用時の警備もFCU単独ではなく、UTOによる国際共同警備が行われており、施設北東の空港エリアではUTO指揮下の航空機が常時18機で警備活動を実施していた。当時の開発者サイドからは、運動エネルギー兵器（KEW: Kinetic Energy Weapon）ではなく磁飛翔体加速装置（EML: Electro magnetic Launcher）の一種と定義されており、あくまでも隕石迎撃という平和目的で造られたことが強調されていた。
1996年に開始されたSTN計画は期限までわずか3年という期間でありながら迅速に進んでいった。1998年6月には追跡調査の結果、小惑星本体の組成がより鮮明化し、ユリシーズの内部構造がより詳細に判明した。IAU天文物理学チームとシールズブリッジ大学の計算によると、分裂したユリシーズは大別して2つのグループに離散し、従来想定されていた以上の範囲に渡り破片が地表に落着することが判明し、アネア大陸東部にも落着すると見込まれた。追加された落着予測範囲はストーンヘンジの射程外であったが、FCUは国家間の調整とSTN計画の遂行を確実に行う事を優先したため、迎撃範囲の拡大は見送られた。
同年9月時点で初号砲の試射が終わり、STN計画実行委第28設計局局長ヤン・トミック博士によると「80％の完成度といって良い」という進捗状況であった。1999年1月15日、ユリシーズ落着予定日の約半年前にストーンヘンジは完成を迎えた。
ストーンヘンジ建築費用は各国分担の他に一般市民からの募金という形でも募られており、受領証明と共に送られてくる「ペーパークラフト・ストーンヘンジ」はとても人気があった。

### 構成
正式名称は「120cm対地対空両用磁気火薬複合加速方式半自動固定砲」である。砲台が8基並んでいる様子から過去の遺跡にちなみ「ストーンヘンジ」と呼称されているが、計画名から「STN」、あるいは頭文字を取った略称として「SH」とも呼称される。
円形に広がるコンクリートパネルの内側に8基の旋回式砲塔が円状に設置され、外周を制御施設とシェルターで覆う構造となっている。施設北東には専用の空港が建設されており、人員や物資の輸送のほか、エルジア軍による占領以前はF-15戦闘機を中心とした18機のUTO所属航空機による警備体制がとられていた。
砲台は火薬によって初期加速し電磁誘導で更に加速させる方式のハイブリッド式地対空レールガンである。ハイブリッド式とした理由としては、ジュール熱による砲身融解の問題の他、連続発射の際の電力問題が挙げられている。開発当初、砲弾の速度は8km/s（=マッハ23=第一宇宙速度）までの加速を目指したが、研究に費やす時間や確実性を考慮し建造時点での実用レベルに即した技術で開発され、砲弾の初速は6km/sに抑えられた。射程は約1200kmに達し、砲弾によってはその圏内で高度約2000フィート（約600m）以上を飛行する航空機に対しても絶大な破壊力を発揮する。発射速度は1基あたり分間1～2発。発射角は-5度から90度。駆動系は全自動電気油圧式。砲塔そのものは無人で運用される。砲弾は自動で給弾される。使用される砲弾には隕石内部に侵入後炸裂・破砕するAPE弾（Armor Piercing Explosive Ammunition：徹甲榴弾）、命中率を重視した榴弾、法的な使用制限があるものの広範囲の破片を処理できる特殊砲弾が存在する。
360度全天の迎撃や交互発射による複数隕石への対応、同時発射による大型隕石の破砕が可能となっている。また、これらの砲塔を効率的に統合制御するために、施設地下には秒間90億回の浮動小数演算が可能なスーパーコンピューターが8台×1024セット、計8192台設置されている。この総合で1秒間に100兆回もの演算が可能なシステムを使い、人工衛星を含む大陸各地の観測所からのデータを基に大気状況をシミュレートし、隕石の落下軌道を割り出し照準を合わせる。
これらの設備が必要とする多大な電力を賄うため、施設には専用の原子力発電所が備わっているほか、砲塔が消費する瞬間的な大電力をチャージするため、施設敷地内の20％を占めるほどのコンデンサが設置されている。

### 運用

#### ユリシーズ迎撃
ストーンヘンジは1999年7月8日のユリシーズ落下時にその迎撃に使用された。数々の破片の破砕に成功し核の冬の到来を阻止したものの、迎撃しきれなかった破片が大陸各地に降り注いだ。ストーンヘンジ南東にも破片が落着し、第4号砲が機能を停止した。隕石による被害で2週間で約50万人が死亡し、ユージア大陸全体のGDPにして約18ヶ月分の経済的損失を被り、その後も軌道上に残った破片の断続的な落下が発生した。隕石落下による被災難民は大陸全体で数百万人にも上り、深刻な難民問題は大陸戦争が勃発する一因となる。

#### 大陸戦争
ユリシーズ落下によりユージア大陸各国が大きな被害を受け、それによって生じた大陸中の難民がエルジアに集まることとなった。エルジア政府はこの問題に対し、ユージア大陸諸国への武力侵攻によって自国を取り巻く難民問題の解決を試みた。
エルジアの軍備はユージア大陸諸国の中では最大規模であるが、その規模はFCUを中心とする大陸諸国間経済同盟の加盟国の軍事力とほぼ同等であり、全面戦争となれば確実に勝利するには決して十分ではなかった。しかしストーンヘンジを対空砲として見れば、本来の運用目的上有する長大な射程によって敵航空機を超長距離から一方的に撃墜する事が可能であり、特にユリシーズの複数の破片を同時に処理すべく新開発された有効範囲の広い特殊砲弾を使用した場合、約1200kmの射程圏内を高度約2000フィート以上で飛行する航空機を確実に撃墜する事が可能という性能であった。エルジア軍にとって敵航空戦力を撃滅し、制空権を確保する上で極めて重要な施設とされた。ストーンヘンジを接収すればFCUなどの諸国よりも圧倒的な攻撃力を持てることになり、戦争の勝利において突破口になることが期待できたのである。
2003年夏、エルジア軍はサンサルバシオンに侵攻した。エルジア空軍による空爆を皮切りに3日間におよび地上戦を展開し、首都サンサルバシオンを占領した。ストーンヘンジではUTO指揮下の航空戦力と警備隊を撃滅し、運用に携わるスタッフを拘束した。エルジア当局は、スタッフは健康な状態で軍の保護下にあると発表した。2003年8月下旬、エルジアに対抗するためFCUを中核とした諸国は軍事同盟として独立国家連合軍（ISAF）を結成し反抗を試みるが、エルジアがストーンヘンジを対空砲として転用したため制空権を失い、ISAF地上軍は航空支援が得られず敗退を続け、大陸東部から大陸外へ撤退していった。ロスカナスから長距離飛行でストーンヘンジへ空爆に向かったISAF空軍部隊も黄色中隊により撃退され、大陸のほとんどはエルジアに掌握された。
2004年にはISAFは大陸での拠点を放棄し、ノースポイントなどストーンヘンジの射程外の勢力圏を残すのみとなっていたが、戦力の再編成を実施し反攻の準備を固めていた。2004年9月19日に司令部の置かれたノースポイントへの空爆を撃退して以降も着実に反撃を続け、翌年2005年1月24日には大陸南東部への上陸に成功し、橋頭堡を確保した。ストーンヘンジ射程圏内に主戦場が移ってからもISAFは勝利を重ね、2月28日にはエルジア側の防衛線であるタンゴ線・イスタス要塞が航空攻撃で大きな被害を受けて突破され、ロスカナスが奪回された。3月14日、ストーンヘンジ開発に携わった技術者とその家族がISAF加盟国に亡命するためサンサルバシオンから民間機で脱出し、これによりストーンヘンジの中央部に電子妨害装置が増設されているとの情報がもたらされた。4月2日、ISAFはストーンヘンジの破壊を目的としたストーンクラッシャー作戦を決行し、ISAF空軍の攻撃によって、ストーンヘンジは破損していた第4号砲を除いて稼動状態にあった7基の砲塔全てが破壊された。

#### 灯台戦争
ユリシーズの破片によって8基の砲塔のうち第4号砲が、外周シールドを直撃した隕石の破片により破損し、全損は免れたものの機能停止に追い込まれていた。大陸戦争時にエルジア軍は第4号砲の復旧を試みたものの断念されたため、結果的にISAFからの空爆を免れることとなる。戦争終結後、破壊されたストーンヘンジは長きに渡り放置されていたが、14年の時を経て2019年の灯台戦争で再び戦闘に投入された。
エルジア軍がオーシアから接収して運用していた無人航空母機「アーセナルバード」は電気エネルギーを瞬間的に放ち、砲弾やミサイルに衝撃を与え迎撃・破壊するアクティブプロテクションシステム（APS）を有しており、通常兵装による攻撃は効果が見込めなかった。オーシア軍はストーンヘンジ開発に関わった技術者の力も借りて、最も損傷の少ない第4号砲の基盤システムを復旧し、高速で発射される特殊榴弾によってアーセナルバード撃墜作戦を決行した。施設は経年劣化により砂に埋もれ風化が激しく、砲塔も損傷が激しかったため、クレーンで支えつつ歪んだ部品を新造品に交換したほか、オレンジ色の補強用複合金属プレートをパッチとして各所に装備して補強された。施設専用の原子炉は冷却プールが干上がったことで稼働できなかったため、大量の電源車を並列接続して電力を確保したが、それでも継続可動するには電力等の確保が困難であり、エルジア軍による施設攻撃の前に改修を完了させる必要があったため、砲弾の装填機能と砲塔の冷却機能はオミットされ、発射装置に残された特殊榴弾のみの射出を可能とする、一発限りの切り札としての運用となった。
2019年8月19日、オーシア軍はアーセナルバードの撃墜を目的としたドラゴンブレス作戦を決行した。エルジア軍はこれに対しストーンヘンジを破壊すべく爆撃機部隊や多数の地上部隊、ヘリボーン部隊を侵攻させるも、護衛に当たっていたオーシア軍地上部隊及び長距離戦略打撃群によってこの目標は達成されなかった。エルジア軍の工作員によって測量車の乗員が殺害され、照準が合わせられなくなるトラブルが発生したが、作戦指揮官のディアナ・マコニー少佐は目視での直接照準射撃を決定した。射表を使った目視による攻撃は命中し、砲弾はアーセナルバード初号機「リバティ」のAPSと装甲を貫き撃墜に至らしめた。一方で第4号砲も黒煙を上げ機能を停止した。

### 地理
開発された場所はサンサルバシオン領のハッティーズ砂漠という設定であるが、『エースコンバット3D』でユージア大陸各国の国境線が明瞭にされ、以降の作品や設定資料でもその国境線を使用しているため、矛盾が生じている。ストーンヘンジの場所はサンサルバシオンから南の国の領内になっており、この矛盾に対する明確な答えはない。

## エースコンバット インフィニティ

### 開発経緯
1994年、木星軌道上の小惑星「1986VG1ユリシーズ」に小惑星ポリュペモスが衝突したことで、長い楕円形の軌道を描く破片群が発生した。ユリシーズ小惑星群と呼ばれたこれらの破片は地球との衝突軌道にあり、地表に一万個の隕石が落着することが予測された。世界各国は隕石を迎撃するため、各地にストーンヘンジと呼ばれる超巨大地対空レールガン施設の建造を開始した。中国に試験基のタイプ0、アメリカにタイプ1、オーストラリアにタイプ2、トルコにタイプ3、ナミビアにタイプ4、アルゼンチンにタイプ5の計6個が建造された。

### 運用
1999年7月、ユリシーズ小惑星群が地球に向けて落着を開始した。ストーンヘンジの迎撃によって被害は大きく低減させられたものの、隕石の落着を完全に防ぐことはできず、特にユーラシア大陸では甚大な被害を受けた。
2019年6月2日、ユージア軍はトルコのタイプ3を接収し、静止衛星のメンヒル3による観測で照準を合わせ、ロシアのイユーリ南西部で人質奪還作戦を実施していた国連軍に向けて砲撃を加えた。使用されたのは極近距離用のSS弾で、炸裂後に可燃ガスを拡散させ広範囲に二次爆発を発生させる仕組みになっている。高度約2600フィート（約800m）以上に存在する標的を破壊可能で、たとえそれより低高度の標的でも二次爆発で損害を与えることが可能であった。極近距離用とされるものの、あくまで天文学の基準に則った言い方であり、その射程は半径約1200kmに達する。
7月8日、国連軍は地上軍と空軍を連携させ、タイプ3に向けて攻撃を開始した。地上軍がストーンヘンジ中央に3基ある電子妨害施設に砲撃を加える予定だったが、レールガンの集中砲撃で大きな損害を被ったため、作戦が変更され空軍が攻撃を加えた。電子妨害施設は破壊され、各所の砲台も破壊された。
オンラインの非常招集ミッションではユージア軍によって再占領され、修復された上で稼働を再開している。建造時に使われる素材の見直しにより耐久性を向上した赤色の砲台や、さらなる耐久性の向上と発射間隔の短縮に成功した金色の砲台、さらに強化された黒色の砲台が登場する。国連軍から、これらはそれぞれ「レッドリング」、「ゴールドリング」、「ブラックリング」というコードネームで呼ばれている。

## 立体化
『エースコンバット アサルト・ホライゾン』の限定版に「ストーンヘンジペーパークラフト」が付属した。

## 参考資料
- PS2ソフト『ACE COMBAT 04 shattered skies』 ナムコ、2001年。
- PS3ソフト『ACE COMBAT INFINITY』 バンダイナムコゲームス、2014年。
- PS4/Xbox One/Steamソフト『ACE COMBAT 7 SKIES UNKNOWN』 バンダイナムコエンターテインメント、2019年。
- 『エースコンバット04 シャッタードスカイ オフィシャルガイドブック』 エンターブレイン、2001年、16、50頁。
- 『エースコンバット04 シャッタードスカイ 公式ガイドブック』 小学館、2001年、58頁。
- エースコンバット7 コレクターズエディション付属ブックレット『ACES at WAR A HISTORY 2019』 バンダイナムコエンターテインメント、2019年。
- AC04Web PDFアーカイブ バンダイナムコエンターテインメント